# Thore Delphin
Theodor "Thore" Delphin, född 16 september 1868 i Örslösa församling, Skaraborgs län, död 23 mars 1947, var en svensk apotekare och kemist.
Delphin avlade apotekarexamen 1895, tjänstgjorde som analytiker på instruktionsapoteket Nordstjernan i Stockholm 1897–1912 och erhöll sistnämnda år apoteket Kronan i Uppsala jämte apoteket vid Sätra brunn. Han deltog 1903 i utprövning av metoder för undersökning av arsenik i handelsvaror, redigerade "Svensk Farmaceutisk Tidskrift" 1907–1912 och blev ledamot av Svenska Läkaresällskapet 1907. 
Delphin publicerade många artiklar, mest av farmaceutisk-kemiskt innehåll. Därjämte utgav han (tillsammans med Gustaf Bergh, Arvid Blomquist och Richard Westling) "Kommentar till Svenska farmakopén" (Edition VIII, 1904–1906) och författade dess supplement I. Arsenikundersökningar och II. Viktsanalytiska metoder (båda 1907). För sin andel i kommentararbetet erhöll han Svenska Läkaresällskapets jubileumspris. 
1929–1930 lät han uppföra det av Victor Holmgren ritade Delphinska huset vid korsningen mellan Svartbäcksgatan och S:t Persgatan på adressen Svartbäcksgatan 5. Byggnaden kom också att husera hans arbetsplats, apoteket Kronan.